# Matthew Cowles
Matthew Cowles (Nueva York, 28 de septiembre de 1944-Nueva York, 22 de mayo de 2014) fue un actor y dramaturgo estadounidense.

## Vida personal
Era hijo del actor y productor teatral Chandler Cowles, que nació en la ciudad de Nueva York.
En 1980, se casó con Kathleen Dezina Cowles, una actriz, que interpretó el personaje Estelle, en la telenovela All My Children (1970), pero la pareja se divorció. Desde 1983 estuvo casado con la actriz Christine Baranski, con quien tuvo dos hijas, Isabel (nacida en 1984) y Lily (nacida en 1987).
En un perfil del New York Times de su esposa, se le describe como "el miembro oveja negra de una familia con lazos" con Drexel bancario y la Cowles Publishing Company.
Era un motociclista entusiasta.
Matthew Cowles murió el 22 de mayo de 2014 a causa de una falla cardíaca congénita. Tenía 69 años.

## Obra
En 1966 Cowles desempeñó el papel principal en la adaptación de corta vida de Edward Albee de la novela cómica de James Purdy, Malcolm, en el Teatro Shubert en Broadway.

## Filmografía

### Cine
- Me, Natalie (1969) como Harvey Belman
- The Friends of Eddie Coyle (1973) como Pete
- Slap Shot (1977) como Charlie
- The World According to Garp (1982) como O. Fecteau
- Eddie Macon's Run (1983) como Ray Banes
- The Money Pit (1986) como Marty
- Stars and Bars (1988) como Beckman Gage
- White Fang 2: Myth of the White Wolf (1994) como Lloyd Halverson
- The Cowboy Way (1994) como Popfly
- The Juror (1996) como Rodney
- Nurse Betty (2000) como Merle
- Shutter Island (2010) como el capitán del transbordador

### Televisión
- All My Children (1977-1980, 1984, 1989-1990, 2013[6]) como Billy Clyde Tuggle.
- As The World Turns (1983) como Lonnie.
- Loving (1986-1987) como Eban Japes.
- Lonesome Dove (1989) como Monkey John.
- Asylum, un episodio de 1991 de Law & Order.
- The Bold and the Beautiful (1997) como Curtis Love.
- Oz (2003) como Willy Brandt.
- Life on Mars (2008-2009) como Cowboy Dan.

## Piezas teatrales
- Malcolm (1966) en el Teatro Schubert en Broadway como Malcolm.[5]
- The Indian Wants The Bronx (1968) en el Astor Place Theatre.
- The Time of Your Life (1969) como Dudley.[5]
- Sweet Bird of Youth (1975-1976) como Tom Junior.[5]
- Dirty Jokes (1976) en el Academy Festival Theatre en Chicago, Illinois.

### Obras de teatro
- Mexican Standoff at Fat Squaw Springs[3]
- Our Daily Bread[3]
- Noblesse Oblige[3]